# 歸來的愛麗絲
《歸來的愛麗絲》（日语：おかえりアリス）是由押見修造繪製的浪漫愛情漫畫作品，於2020年4月9日至2023年8月9日在《别册少年Magazine》連載，單行本全7卷，並於同雜誌的2021年8月號與稻妻桂的《金之絲》（金の糸）合作，推出凸版印刷企劃「凸版戀物癖學校」（グラビアフェチ塾）。押見表示該作是一部解構男性性意識的作品，講述了三位主角之間的青春期性覺醒、愛情和挫折，以及角色室田慧的非二元性別認同。

## 劇情簡介
平凡無奇的少年龜川洋平、面如敷粉的室田慧以及楚楚可人的女生三谷結衣自幼稚園起便是青梅竹馬般的好朋友。初一時，對性有初步認識的洋平目睹慧與結衣接吻後，兩位總角之交之間的關係生變。暑假結束之際，慧因父親調職緣故，在未知會兩位好友下搬往北海道，而洋平和結衣也因接吻一事，未來三年皆毫無交集。
時光飛逝，洋平在當地高中與結衣再遇並重開交流，及後打起了和結衣告白的勇氣。另一方面，男扮女裝、仿佛成了另一個人的慧也被該校錄取，時隔兩年半再與洋平相見，還在自我介紹時當著全班放下「我不做男人了」一言，以「金髮美少女」之姿親近洋平，使得他極其難堪。同樣陷入不解漩渦之中的亦有結衣，在目睹初戀情人的異性裝扮後，也轉而將情感傾注在洋平身上。

## 登場人物
龜川洋平
本作主人翁，暱稱「小洋」，帶著方框眼鏡的內向少年，與慧、結衣為青梅竹馬。初一時從慧口中得知自瀆的新技巧後開始性覺醒。
暗戀結衣，但因目睹慧與她接吻後而在初中單方面斷絕來往。高中時再次與結衣相遇，並告白成功，但與此同時卻一直被慧挑逗，且性反應越發強烈，為此十分苦惱。
室田慧
洋平的總角之交兼結衣的初戀情人，初一時因父親工作關係而搬到北海道，與兩人分離。
對洋平抱有特殊的情感，初中時期曾教會他許多性知識。高一時獨自返回東京都入讀青梅竹馬們所在的學校，並以金色姬髮「女郎」之姿介入洋平和結衣的關係，還半強迫地對前者進行手交等挑逗行為。
三谷結衣
洋平和慧的青梅竹馬，梳著單馬尾的黑髮美少女，初中時與慧成為情侶，而兩人在學校中接吻一事也成為了與洋平關係生變的契機。
高中時與久未談話並暗戀自己許久的洋平交往，同時又對歸來的慧百感交集，十分厭惡他挑逗其情人，並嘗試用各種方法來測試試探洋平的心。

## 出版書籍
《歸來的愛麗絲》是由押見修造繪製並從2020年4月9日開始在講談社的少年漫畫雜誌上《别册少年Magazine》上連載的浪漫愛情漫畫，及後在2020年10月9日出版第一卷單行本。其英文版則由企鵝蘭登書屋代理，並在2022年10月31日發行第一卷譯製單行本。
| 冊數 | 講談社        | 講談社                 | 東立出版社     | 東立出版社             |
| 冊數 | 發售日期      | ISBN                   | 發售日期       | ISBN                   |
| ---- | ------------- | ---------------------- | -------------- | ---------------------- |
| 1    | 2020年10月9日 | ISBN 978-4-06-520593-8 | 2022年10月31日 | ISBN 978-9-57-267634-9 |
| 2    | 2021年6月30日 | ISBN 978-4-06-522889-0 | 2023年5月3日   | ISBN 978-9-57-267635-6 |
| 3    | 2021年10月8日 | ISBN 978-4-06-525135-5 | 2023年6月8日   | ISBN 978-626-360-189-5 |
| 4    | 2022年4月8日  | ISBN 978-4-06-527533-7 | 2023年8月17日  | ISBN 978-626-360-190-1 |
| 5    | 2022年10月7日 | ISBN 978-4-06-529409-3 | 2024年4月19日  | ISBN 978-626-372-117-3 |
| 6    | 2023年4月7日  | ISBN 978-4-06-531233-9 | 2024年6月3日   | ISBN 978-626-372-118-0 |
| 7    | 2023年10月6日 | ISBN 978-4-06-533148-4 | 2024年7月1日   | ISBN 978-626-02-0742-7 |

## 反應
《歸來的愛麗絲》因對非常規性別者的刻畫而收穫好壞參半的評價。OTAQUEST的克里斯·西米（Chris Cimi）評論該作的第一卷單行本時，就讚揚漫畫以一種直截了當的手法描繪室田慧的明顯轉變，而不是將其塑造成奇怪的事情，也希望押見「堅定立場」，確立慧的變性人或非二元性別者身份。Anime News Network（ANN）的蕾貝卡·西爾弗曼（Rebecca Silverman）評擊室田慧一角根本是LGBTQIA人士的負面刻板印象集合體。具體而言，押見筆下的慧似乎只想利用自己的性別及性取向，來戲耍並折磨其兒時好友。同樣來自ANN的讓-卡洛·萊穆斯（Jean-Karlo Lemus）則持不同的看法，他形容《歸來的愛麗絲》是一部「大師級之作」，其主題黑暗，涉及挫折、困惑、前兩者與性的關係，以及不受規範約束的自由等議題，並自言對此後的角色發展深感興趣。
Real Sound的從《歸來的愛麗絲》中自卑的主角與其他角色之間的「扭曲關係」，便一眼看出這是押見修造的漫畫。她比較了押見的其他作品後，形容該漫畫憑藉「慧神秘的存在」和「大膽解放角色的本性」而成為作者最大的「問題作品」。

## 外部連結
- 官方网站
- 歸來的愛麗絲（漫畫）在動畫新聞網百科全書中的資料（英文）